# Organisation for Fun
Organisation for Fun (OFF) was een Duitse synthpop groep die bestond uit Sven Väth (1964), Luca Anzilotti en Michael Münzing. De groep was in de late jaren tachtig actief. De groep werd vooral bekend vanwege de hits Bad News (1985) en Electrica Salsa (Baba Baba) (1987). Bovendien zouden de groepsleden in de jaren negentig een grote rol spelen in de dancescene.

## Geschiedenis
Het drietal ontmoet elkaar begin jaren tachtig in de club Dorian Gray in hun woonplaats Frankfurt am Main. In 1985 nemen ze de single Bad News op die een hit wordt. Daarbij werpt Väth  zich op als boegbeeld en zanger van de groep. Naast OFF richten ze ook 16 BIT op, dat hitsucces heeft met Where Are You?, waarop Väth zingt. Nog beter doet Electrica Salsa (Baba Baba) het een jaar later. Deze weet ook de Nederlandse hitlijsten te bereiken. Münzing en Väth richten in 1988 in hun woonplaats ook de club Omen op. Er verschijnt in 1988 een titelloos debuutalbum. In 1989 gevolgd door Ask Yourself, dat iets meer op house is gericht. Grote hits levert dat echter niet meer op. Op de achtergrond zijn de producers Matthias Hoffmann en Steffen Britzke aan de groep toegevoegd. In 1990 wordt Move Your Body de laatste single Daarna valt de groep uiteen. Münzing en Anzilotti gaan samen verder als de drijvende krachten achter het zeer succesvolle Snap!. Ook Väth bouwt een zeer verdienstelijke carrière op als dj, producer en labeleigenaar. Groepsmanager Heinz Roth begint met hem het Eye Q Records label, waar ook Hoffmann en Britzke bij aanhaken. Electrica Salsa wordt nog meerdere malen opnieuw uitgebracht. In 2016 verschijnt deze op Cocoon Recordings met remixen van Roman Flügel en Henrik Schwarz.

## Discografie

### Albums
- Organisation For Fun (1988)
- Ask Yourself (1989)

| Single met eventuele hitnotering(en) in de Nederlandse Top 40 | Datum van verschijnen | Datum van binnenkomst | Hoogste positie | Aantal weken | Opmerkingen |
| ------------------------------------------------------------- | --------------------- | --------------------- | --------------- | ------------ | ----------- |
| Electrica Salsa (Baba Baba)                                   |                       | 28-02-1987            | 37              | 4            |             |